# 昭和学院短期大学
昭和学院短期大学（しょうわがくいんたんきだいがく、英語: Showa Gakuin Junior College）は、千葉県市川市東菅野2-17-1に本部を置く日本の私立大学。1940年創立、1950年大学設置。

## 概観

### 大学全体
- 千葉県市川市に所在する日本の私立短期大学で、設置主体は学校法人学校法人昭和学院[1]。
- 国内で最初に認可された短期大学149校[注 2]の1校として、1950年に2学科体制で開学した[2]。
- 2000年度より増設により3学科体制となり、2003年度より2学科[注 3]となる。
- キャンパス近隣に真間川が流れる。
- 昭和大学、昭和女子大学、昭和音楽大学、昭和薬科大学は一切の関連がない。

### 建学の精神（校訓・理念・学是）
- 「明敏謙譲」。明朗で自主性に富み、且つ個性豊かで謙虚な人間を育てる。

### 教育および研究
- 服飾系専門科目が特徴で、かつての被服科から現在の人間生活学科生活文化専攻まで60年近い歴史がある。人間発達専攻は併設の昭和学院幼稚園で教育実習する。かつて「情操と教養を育む行事」として音楽や演劇などの芸術鑑賞会や著名人の文化講演会を催した。

### 学風および特色
- 「明朗にして健康で、自主性に富み、謙虚で個性豊かな人間を育てること」を目標とする。

## 沿革
- 1940年
  - 昭和女子商業学校が創設される[3]。
- 1946年
  - 昭和女子専門学校に改組される[4]。
- 1949年
  - 10月 文部省[注釈 1]に短期大学[注 4]の設置認可に関する申請を行う[注 5]。なお、学科・専攻は以下の通りとなっている[注 6]。
    - 国文学科 入学定員50名
    - 被服学科 入学定員50名
    - 被服学科別科 入学定員50名
- 1950年
  - 3月14日 左記を以て短期大学の設置が文部省[注釈 1]より認可される[注 7]。
  - 4月1日 左記を以て昭和学院短期大学が以下の学科体制にて開学[注 8]。
    - 国文学科 入学定員50名
    - 被服学科 入学定員50名
    - 被服学科別科 入学定員50名→不認可
- 1951年
  - 2月21日 学校法人が成立する[16]。
- 1954年
  - 5月1日 学生数[17]/定員
    - 国文科 116[注釈 2]/100
    - 被服科 127[注釈 2]}/100
- 1981年
  - 4月1日 以下、学科の入学定員増あり[18]。
    - 国文科 50→100[注釈 3]
    - 被服科 50→80[注釈 3]

  - 5月1日 学生数[20]/定員
    - 国文科 260[注釈 2]/150
    - 被服科 225[注釈 2]}/130
- 1985年
  - 5月1日 学生数[21]/定員
    - 国文科 281[注釈 2]/200
    - 被服科 234[注釈 2]}/160
- 1986年
  - 5月1日 学生数[22]/定員
    - 国文科 268[注釈 2]/200
    - 被服科 225[注釈 2]}/160
- 1987年
  - 5月1日 学生数[23]/定員
    - 国文科 265[注釈 2]/200
    - 被服科 234[注釈 2]}/160
- 1992年
  - 5月1日 学生数[注 9]/定員
    - 国文科 271[注釈 2]/200
    - 被服科 245[注釈 2]}/160
- 1993年
  - 4月1日 被服科を生活文化科に改称[注 10]。
  - 5月1日 学生数[27]/定員
    - 国文科 261[注釈 2]/200
    - 生活文化科 121[注釈 2]/80[注 11]
      - 被服科 119[注釈 2]}/80
- 1999年
  - 4月1日 国文科を日本語日本文学科に改称[29]。
  - 5月1日 学生数[30]/定員
    - 日本語日本文学科 34[注釈 2]/100
      - 国文科 80[注釈 2]/100

    - 生活文化科 171[注釈 2]}/160
- 2000年
  - 4月1日 ○○[注 12]。
    - ヘルスケア栄養学科 入学定員80名[注 13]
- 2001年
  - 4月1日 以下の学科については、この年度で学生募集を最終とする[注 14]。
    - 日本語日本文学科[注 15]
- 2003年
  - 4月1日 この年度の入学生より生活文化学科を人間生活学科とし、なおかつ以下の専攻課程を設ける[注 16]。
    - 生活文化専攻 入学定員40名[注 17]
    - 人間発達専攻 入学定員40名
- 2005年
  - 4月1日 男女共学となる。
- 2010年
  - 4月1日 人間生活学科人間発達専攻をこども発達専攻に改称[注 18]。
- 2011年
  - 4月1日 人間生活学科生活文化専攻を人間生活学科生活クリエーション専攻に改称[注 19]。
- 2012年
  - 4月1日 人間生活学科における各専攻について以下、入学定員に変更あり[注 20]。
    - 生活クリエイション専攻 40→30
    - こども発達専攻 40→50
- 2014年
  - 4月1日 人間生活学科こども発達専攻の入学定員を50→60に増員[注 21]。
- 2023年
  - 4月1日 人間生活学科の生活クリエイション専攻をキャリア創造専攻に名称変更[1]。

## 施設

### キャンパス
- 短大本館
- 短大栄養館
- 創立記念館 - 国の登録有形文化財
- 図書館
- 春季はキャンパス内のシダレザクラが見映える。
- 2009年度に創立記念館と伊藤メモリアルホールを開館。

### 寮
- 女子学生寮

## 基礎データ

### 交通アクセス
- 本八幡駅 - JR総武本線、都営地下鉄新宿線
- 京成八幡駅 - 京成本線
- バス - JR武蔵野線市川大野駅、北総鉄道東松戸駅

### 象徴
- カレッジマークは桜を図案化[注 22]。
- 校歌は元学長伊藤一郎が作詞、坂本通弘が作曲。

## 教育および研究

### 学科
- 人間生活学科
  - キャリア創造専攻 入学定員30名[1]
  - 子ども発達専攻 入学定員60名[1]
- ヘルスケア栄養学科 入学定員80名[1]

#### 過去にあった学科
- 日本語日本文学科 入学定員100名[注 23]

### 取得資格およびその変遷
- 資格[注釈 4]
  - 保育士 - 人間生活学科子ども発達専攻
  - 栄養士 - ヘルスケア栄養学科
- 教職課程[注釈 4]
  - 幼稚園教諭二種免許状 - 2005年度入学生から人間生活学科子ども発達専攻で取得可能。
  - 栄養教諭二種免許状 - 2005年度入学生からヘルスケア栄養学科で取得可能[54]。
  - 中学校教諭二種免許状 
    - 家庭 - 人間生活学科生活クリエイション専攻に設置
    - 国語 - 旧・日本語日本文学科[注 24]
- 当初は高等学校教諭仮免許状の課程も併設されていた[58]。
  - 家庭：被服科
  - 国語：国文科

### 研究
- 『昭和学院短期大学紀要』[59]
- 『昭和学院短期大学生活科学誌』[60]
- 『昭和学院國語國文』[61]

## 学生生活

### 部活動・クラブ活動・サークル活動
- ソフトテニス、ダンス、茶道、華道など

### 学園祭
- 「真間祭」を毎年概ね11月に、学科や専攻は特色を活かして研究発表と展示、クラブは展示や出店など、生活文化専攻学生はファッションショーなど催す。

## 大学関係者と組織

### 同窓会
「すがのべ会」と「桜葉会」があり学園祭で「同窓会ルーム」を催す。

### 卒業生
- 永田杏子 - 元タレント

## 対外関係
- 放送大学[62]

### 系列校
- 昭和学院中学校・高等学校
- 昭和学院秀英中学校・高等学校

## 卒業後の進路

### 編入学・進学実績
- 人間生活学科
  - 生活文化専攻：仙台大学・和洋女子大学・順天堂大学ほか
  - 人間発達専攻：淑徳大学・日本社会事業大学ほか
- ヘルスケア栄養学科：島根大学・茨城キリスト教大学・国際武道大学・女子栄養大学・聖徳大学ほか
- 日本語日本文学科：駿河台大学・相模女子大学・産業能率大学ほか